# Atromitos Athen
Der PAE Atromitos Athen (griechisch Ατρόμητος) ist ein griechischer Fußballverein aus Peristeri, der 1923 gegründet wurde. Seit 2009 spielt der Verein wieder in der ersten griechischen Liga.

## Geschichte
Der Verein entstand 1923, als einige Studenten aus Athen beschlossen, eine Fußballmannschaft zu gründen. Noch im selben Jahr konnte man den ehemaligen bekannten Fußballspieler Vaggelis Stamatis als Manager gewinnen. Aufgrund seiner Bekanntheit wurde Atromitos 1924 in die griechische Fußballliga aufgenommen. Zu dieser Zeit spielte der Verein insbesondere auf der Sportanlage von Panellinios Athen. In seiner ersten Saison wurde der Verein prompt Dritter und schon 1928 konnte der Athener Stadtmeistertitel gewonnen werden. Dadurch qualifizierte sich der Verein erstmals für die höchste griechische Spielklasse. 1932 wechselte Atromitos in die Stadt Peristeri, da es in unmittelbarer Nähe von Panathinaikos Athen nicht möglich gewesen wäre, sich eine eigene Fangemeinschaft aufzubauen.
Bis 1972 spielte der Verein danach in der zweiten Liga, ehe er unter Trainer Savva Papazoulou wieder in die erste Liga aufstieg. Diese war jedoch zu schwer und es folgte der direkte Wiederabstieg. 1975 stieg Atromitos erneut auf und schaffte diesmal den neunten Tabellenplatz. Trotz einiger guter Neuverpflichtungen stieg der Club 1981 wieder in niedrigere Ligen ab und spielte lange Jahre sogar in der dritten Liga. Erst im Mai 2002 schaffte man den Wiederaufstieg in die zweite Liga. Im Jahre 2005 hat der Verein mit dem FC Chalkidona fusioniert und spielt seither in der Super League. 2006/07 schloss man die Saison mit einem guten 8. Tabellenplatz ab. Sowohl 2012 als auch 2013 konnte man sich als Tabellenvierter für den Europapokal qualifizieren.
2011 gelangte der Verein ins Pokalfinale, unterlag jedoch dem Lokalrivalen AEK Athen mit 0:3. Das Spiel wurde von Ausschreitungen begleitet. 2012 zog man erneut ins Endspiel des Pokals ein, verlor dieses Mal jedoch gegen Olympiakos Piräus.

## Trainer
- Georgios Donis (2009–2012)
- Damir Canadi (2017–2019)

## Kader 2024/25
Stand: 15. August 2024
| Nr. |              | Position | Name                   |
| --- | ------------ | -------- | ---------------------- |
| 1   | Griechenland | TW       | Lefteris Choutesiotis  |
| 3   | Griechenland | AB       | Nikolaos Athanasiou    |
| 4   | Griechenland | AB       | Dimitrios Stavropoulos |
| 6   | Spanien      | MF       | Eder González          |
| 7   | Agypten      | ST       | Amr Warda              |
| 8   | Osterreich   | MF       | Peter Michorl          |
| 9   | Niederlande  | ST       | Tom van Weert          |
| 10  | Spanien      | ST       | Carlitos               |
| 11  | Belgien      | ST       | Denzel Jubitana        |
| 12  | Griechenland | MF       | Matheos Mountes        |
| 14  | Griechenland | MF       | Dimitrios Kaloskamis   |
| 17  | Spanien      | AB       | Quini                  |
| 18  | Burkina Faso | MF       | Ismahila Ouédraogo     |
| 24  | Griechenland | MF       | Spyros Ampartzidis     |

| Nr. |                 | Position | Name                  |
| --- | --------------- | -------- | --------------------- |
| 27  | Griechenland    | AB       | Konstantinos Pomonis  |
| 29  | Griechenland    | MF       | Georgios Vrakas       |
| 31  | Schweden        | AB       | Franz Brorsson        |
| 32  | Deutschland     | ST       | Makana Baku           |
| 43  | Griechenland    | TW       | Giannis Saltas        |
| 44  | Griechenland    | AB       | Dimitrios Tsakmakis   |
| 55  | Moldau Republik | TW       | Alexei Koșelev        |
| 66  | Griechenland    | MF       | Athanasios Karamanis  |
| 70  | Brasilien       | AB       | Mansur                |
| 97  | Griechenland    | AB       | Angelos Argyriou      |
| 99  | Griechenland    | ST       | Georgios Tzovaras     |
| -   | Griechenland    | AB       | Michalis Stamatoulas  |
| -   | Griechenland    | ST       | Panagiotis Dalamitras |

## Spieler
- Denis Epstein (2011–2013)